# Pelota basca nos Jogos Pan-Americanos de 2019 - Frontênis em duplas masculinas
A categoria frontênis duplas masculinas foi disputada nas competições da pelota basca nos Jogos Pan-Americanos de 2019, em Lima. Foi realizada em Villa María del Triunfo de 4 a 10 de agosto.

## Calendário
Horário local (UTC-5).
| Data         | Horário | Fase                |
| ------------ | ------- | ------------------- |
| 4 de agosto  | 8:56    | Fase preliminar     |
| 9 de agosto  | 10:16   | Disputa pelo bronze |
| 10 de agosto | 9:58    | Final               |

## Medalhistas
| Ouro   | MEX Josué López e Luís Molina         |
| Prata  | USA Omar Espinoza e Salvador Espinoza |
| Bronze | ARG Jorge Alberdi e Guillermo Osorio  |

## Resultados

### Fase preliminar
A fase preliminar consistiu em um grupo único em que todas as duplas se enfrentaram uma vez. Ao final da fase, as duas primeiras duplas disputaram a final pelo ouro, enquanto a terceira e a quarta jogaram pelo bronze.
| Pos | Equipe                                               | J | V | D | GP  | GC  | SG  | Pts |
| --- | ---------------------------------------------------- | - | - | - | --- | --- | --- | --- |
| 1   | México (MEX) Josué López Luis Molina                 | 4 | 4 | 0 | 120 | 60  | +60 | 12  |
| 2   | Estados Unidos (USA) Omar Espinoza Salvador Espinoza | 4 | 3 | 1 | 108 | 71  | +37 | 10  |
| 3   | Argentina (ARG) Jorge Alberdi Guillermo Osorio       | 4 | 2 | 2 | 90  | 91  | −1  | 8   |
| 4   | Chile (CHI) Jesús García Toro Julián González        | 4 | 1 | 3 | 76  | 121 | −45 | 6   |
| 5   | Peru (PER) Juan Bezada David Yupanqui                | 4 | 0 | 4 | 76  | 127 | −51 | 4   |

Horário local (UTC-5).
| 4 de agosto 8:56 Relatório | López – Molina | 2–0 | O Espinoza – S Espinoza | Centro de Esportes de Villa María del Triunfo Árbitro(s): Roberto Jara (CHI), Alfonso Romero (CHI) |
| 4 de agosto 8:56 Relatório | (15–13, 15–5)  |     |                         | Centro de Esportes de Villa María del Triunfo Árbitro(s): Roberto Jara (CHI), Alfonso Romero (CHI) |

| 4 de agosto 10:28 Relatório | Alberdi – Osorio | 2–0 | García Toro – González | Centro de Esportes de Villa María del Triunfo Árbitro(s): Pedro López (MEX), Andrés Caballero (CUB) |
| 4 de agosto 10:28 Relatório | (15–3, 15–7)     |     |                        | Centro de Esportes de Villa María del Triunfo Árbitro(s): Pedro López (MEX), Andrés Caballero (CUB) |

| 5 de agosto 10:53 Relatório | López – Molina | 2–0 | Alberdi – Osorio | Centro de Esportes de Villa María del Triunfo Árbitro(s): Roberto Jara (CHI), Alejandro Varela (URU) |
| 5 de agosto 10:53 Relatório | (15–6, 15–7)   |     |                  | Centro de Esportes de Villa María del Triunfo Árbitro(s): Roberto Jara (CHI), Alejandro Varela (URU) |

| 5 de agosto 11:50 Relatório | O Espinoza – S Espinoza | 2–0 | Bezada – Yupanqui | Centro de Esportes de Villa María del Triunfo Árbitro(s): Dardo Ferreira (URU), Luis Sánchez Castillo (PER) |
| 5 de agosto 11:50 Relatório | (15–5, 15–7)            |     |                   | Centro de Esportes de Villa María del Triunfo Árbitro(s): Dardo Ferreira (URU), Luis Sánchez Castillo (PER) |

| 6 de agosto 9:01 Relatório | García Toro – González | 0–2 | O Espinoza – S Espinoza | Centro de Esportes de Villa María del Triunfo Árbitro(s): Pedro López (MEX), Jorge Carpio León (PER) |
| 6 de agosto 9:01 Relatório | (7–15, 5–15)           |     |                         | Centro de Esportes de Villa María del Triunfo Árbitro(s): Pedro López (MEX), Jorge Carpio León (PER) |

| 6 de agosto 10:11 Relatório | Bezada – Yupanqui | 0–2 | López – Molina | Centro de Esportes de Villa María del Triunfo Árbitro(s): Leonardo Mondada (URU), Luis Alberto Sánchez (PER) |
| 6 de agosto 10:11 Relatório | (6–15, 6–15)      |     |                | Centro de Esportes de Villa María del Triunfo Árbitro(s): Leonardo Mondada (URU), Luis Alberto Sánchez (PER) |

| 7 de agosto 9:00 Relatório | López – Molina | 2–0 | García Toro – González | Centro de Esportes de Villa María del Triunfo Árbitro(s): Jorge Balbi (ARG), Vladimir Torres (PER) |
| 7 de agosto 9:00 Relatório | (15–9, 15–8)   |     |                        | Centro de Esportes de Villa María del Triunfo Árbitro(s): Jorge Balbi (ARG), Vladimir Torres (PER) |

| 7 de agosto 10:00 Relatório | Alberdi – Osorio | 2–0 | Bezada – Yupanqui | Centro de Esportes de Villa María del Triunfo Árbitro(s): Roberto Jara (CHI), Luis Alberto Sánchez (PER) |
| 7 de agosto 10:00 Relatório | (15–8, 15–13)    |     |                   | Centro de Esportes de Villa María del Triunfo Árbitro(s): Roberto Jara (CHI), Luis Alberto Sánchez (PER) |

| 8 de agosto 9:01 Relatório | O Espinoza – S Espinoza | 2–0 | Alberdi – Osorio | Centro de Esportes de Villa María del Triunfo Árbitro(s): Roberto Jara (CHI), Henning Barrantes (PER) |
| 8 de agosto 9:01 Relatório | (15–10, 15–7)           |     |                  | Centro de Esportes de Villa María del Triunfo Árbitro(s): Roberto Jara (CHI), Henning Barrantes (PER) |

| 8 de agosto 10:42 Relatório | García Toro – González | 2–1 | Bezada – Yupanqui | Centro de Esportes de Villa María del Triunfo Árbitro(s): Alfonso Romero (CHI) |
| 8 de agosto 10:42 Relatório | (15–8, 12–15, 10–8)    |     |                   | Centro de Esportes de Villa María del Triunfo Árbitro(s): Alfonso Romero (CHI) |

### Disputa do bronze
| 9 de agosto 10:16 Relatório | Alberdi – Osorio | 2–0 | García Toro – González | Centro de Esportes de Villa María del Triunfo Árbitro(s): Pedro López (MEX), Vladimir Torres (PER) |
| 9 de agosto 10:16 Relatório | (15–6, 15–8)     |     |                        | Centro de Esportes de Villa María del Triunfo Árbitro(s): Pedro López (MEX), Vladimir Torres (PER) |

### Disputa do ouro
| 10 de agosto 9:58 Relatório | López – Molina | 2–0 | O Espinoza – S Espinoza | Centro de Esportes de Villa María del Triunfo Árbitro(s): Roberto Jara (CHI), Vladimir Torres (PER) |
| 10 de agosto 9:58 Relatório | (15–8, 15–10)  |     |                         | Centro de Esportes de Villa María del Triunfo Árbitro(s): Roberto Jara (CHI), Vladimir Torres (PER) |